# Patricia Silva
Patricia Silva, född 9 december 1999, är en portugisisk friidrottare som tävlar i medeldistanslöpning. Hon tog silver på 800 meter vid inomhus-VM 2025 i Nanjing.